# إدارة بايساندو
إدارة بايساندو (بالإسبانية: Departamento de Paysandú)‏(تلفظ بالإسبانية: ‎/pajsanˈdu/‏) هي واحدة من إدارات الأوروغواي الست الأصلية التي أنشئت في عام 1816، تقع في شمال غرب الأوروغواي. وتبلغ مساحتها 13,922 كـم2 (5,375 ميل2) وعدد سكانها 113,124 نسمة. وعاصمتها هي بايساندو.

## التاريخ
كانت بايساندو إحدى الست بلديات التي ظهرت مع التقسيم الأول للجمهورية في 27 يناير 1816 ثم شُكلت إدارتين أخرتين في وقت لاحق من ذلك العام. كانت إدارة بايساندو آنذاك تشمل جميع الأراضي الواقعة شمال نهر ريو نيغرو أي إدارات أرتيغاس وريفيرا وتاكوارمبو وسالتو وريو نيغرو الحالية. أنشئت من أراضيها إدارتين هي سالتو وتاكوارمبو في 17 يونيو 1837. ثم فصلت عنها أراضي إدارة ريو نيغرو في عام 1881.

## جغرافيا
تحدها إدارة سالتو من الشمال وإدارة تاكواريمبو من الشرق وإدارة ريو نيغرو من الجنوب ويحدها نهر الأوروغواي الذي يفصلها عن الأرجنتين من الغرب. تمتد سلسلتان من التلال في وسط وشرق الإدارة أما الجنوب الغربي فتتميز فيه التربة بوجود رواسب تُسهم في توفير ظروف ملائمة للزراعة. يجري نهر أوروغواي على حدودها في الغرب ويعبرها نهر ريو كويجواي غراندي مع روافده.

## السكان
| الجماعات العرقية في بايساندو (تقدير 2011) | الجماعات العرقية في بايساندو (تقدير 2011) | الجماعات العرقية في بايساندو (تقدير 2011) | الجماعات العرقية في بايساندو (تقدير 2011) | الجماعات العرقية في بايساندو (تقدير 2011) |
| ----------------------------------------- | ----------------------------------------- | ----------------------------------------- | ----------------------------------------- | ----------------------------------------- |
| الجماعات العرقية                          | الجماعات العرقية                          |                                           | النسبة                                    | النسبة                                    |
| White                                     | White                                     |                                           | 94.8%                                     | 94.8%                                     |
| أوروغوايانيون ذو أصول أفريقية ‏            | أوروغوايانيون ذو أصول أفريقية ‏            |                                           | 4.3%                                      | 4.3%                                      |
| Indigenous                                | Indigenous                                |                                           | 3.2%                                      | 3.2%                                      |
| Asian                                     | Asian                                     |                                           | 0.5%                                      | 0.5%                                      |
| بدون/آخر/غير محدد                         | بدون/آخر/غير محدد                         |                                           | 1.0%                                      | 1.0%                                      |

بلغ عدد سكان إدارة بايساندو 113,124 نسمة (55,361 ذكر و57,759 إناث) و42,849 أسرة في تعداد 2011.
البيانات الديموغرافية لإدارة بايساندو في عام 2010:
- معدل النمو السكاني: 0.250٪
- معدل المواليد: 16.84 مولود / 1000 شخص
- معدل الوفيات: 8.34 حالة وفاة / 1000 شخص
- متوسط العمر: 30.8 (29.1 ذكور و32.7 إناث)
- متوسط العمر على الولادة:
  - مجموع السكان: 77.03 سنة
  - الذكور: 73.78 سنة
  - الإناث: 80.67 سنة
- متوسط دخل الأسرة: 24.543 بيزو / شهر
- دخل الفرد في الحضر: 9457 بيزو / شهر

| المدن               | تعداد السكان |
| ------------------- | ------------ |
| بايساندو            | 76,412       |
| نويفو بايساندو      | 8,578        |
| غيتشون              | 5,039        |
| تشاكراس دي بايساندو | 3,965        |
| كيبراشو             | 2,853        |
| سان فيليكس          | 1,718        |
| بورفينير            | 1,159        |
| تامبوريس            | 1,111        |
| بيدراس كولوراداس    | 1,094        |

## الحكومة
تذكر المادة 262 من دستور الجمهورية ''تتولى المجالس الإدارية إدارة شؤون الإدارات باستثناء خدمة الأمن العام. تقع مقرات هذه المجالس في عواصم الإدارات، وتباشر أعمالها بعد مرور ستين يومًا على انتخابها. كما تنص المادة على أنه يجوز للعمدة تفويض السلطات المحلية بموافقة المجلس الإداري لأداء بعض المهام ضمن المناطق الإقليمية التابعة لكل منها''.

### البلديات
أنشئت 3 بلديات في إدارة بايسانديو بموجب القانون رقم 18653 الصادر في 15 مارس 2010، وحددت حدودها الجغرافية وفقًا لمرسوم 6063/2010 و6064/2010 لمجلس إدارة بايساندو بتاريخ 12 فبراير 2010. الثلاث بلديات التي أنشئت هي: غويتشون وتشابيكوي وبورفينير.
اقترح رئيس البلدية على مجلس المحافظة أنشاء أربع بلديات جديدة في الإدارة في 18 مارس 2013. وافق المجلس على الاقتراح في 21 مارس، لتنشئ بلديات لورينزو جيريس وبيدراس كولوراداس وكيبراشو وتامبوريس.
| الخريطة | البلدية          | المساحة (كم²) | عدد السكان (تعداد 2011) |
| ------- | ---------------- | ------------- | ----------------------- |
|         | تشابيكوي         | 1043.6        | 1382                    |
|         | غويتشون          | 1670.1        | 6860                    |
|         | لورينزو جيريس    | 938.7         | 1704                    |
|         | بيدراس كولوراداس | 1192.7        | 1956                    |
|         | بورفينير         | 954.5         | 4178                    |
|         | كيبراشو          | 1088.4        | 3671                    |
|         | تامبوريس         | 2388          | 1475                    |